# Унгер, Эльзе
Эльзе Унгер (нем. Else Unger;  (25 февраля 1873, Вена — 21 марта 1936, Цюрль)) — австрийская мастер-мебельщик и мастер декоративно-прикладного искусства в стиле модерн. Участник движения Венский Сецессион.

## Творчество
Работая в Венских мастерских, Унгер создала множество предметов декоративно-прикладного искусства, такие как ткани, вазы и мебель.
На всемирной выставке 1900 года работа Унгера — стол с секретером с использованием мотива гортензии имела большой успех. В этом изделии соединились стиль с изогнутыми линиями и цветочные узоры, характерные для дизайна мастеров Венского сецессиона. Искусствовед Людвиг Хевеси отметил, что мотив произведения «взят из менее используемых областей ботаники».
Унгер была частью большой группы из художественной школы, участвовавших в выставке, которые получили признание критиков.
Унгер вместе с Юттой Сикой и Мариеттой Пейфусс представляли свои работы дизайна вышивки на ткани для журнала «Венская мода» (нем.  Wiener Mode).
Вместе с Гизелой Фальке фон Лилиенштейн и Йозефом Хоффманном была участником выставочной группы, основанной в 1901 году.
В 1901-1902 годах группа продемонстрировала три полностью меблированных интерьера — спальню, мужской туалет и столовую для того чтобы показать, что можно создать хороший проект при ограниченном бюджете.
Также группа выставлялась в других художественно оформленных залах и публиковалась в различных периодических изданиях, таких как журнал о стиле «Интерьер» (нем. Das Interieur) и периодическом журнал «Документы женщины» (нем. Dokumente der Frauen).
Работы Унгера хранятся в Музеи прикладного искусства в Вене.